# Ashkenazer
Ashkenazer, även ashkenaziska judar eller ashkenazim, (hebreiska: אַשְׁכְּנַזִּים, Ashkenazi [ˌaʃkəˈnazim], singular: [ˌaʃkəˈnazi]; även יְהוּדֵי אַשְׁכֲּנַז, Y'hudey Ashkenaz, ”Tysklands judar”, jiddisch: אַשכּנזישע ייִדן) är den grupp av judar som på medeltiden kom att bosätta sig i Tyskland och norra Frankrike, samt därefter i Polen och andra östeuropeiska områden såsom det judiska bosättningsområdet i Kejsardömet Ryssland.  

## Kultur

### Språk
Ashkenazernas traditionella språk är jiddisch. Det uppstod när judar som talade judeo-franska och judeo-italienska flyttade till tysktalande områden och antog det lokala språket, till vilket de också kombinerade inslag av hebreiska och arameiska, och senare, i Östeuropa, influenser från slaviska språk. Ungefär 70 % av jiddischs ordförråd är germanskt, 25 % semitiskt, och de återstående 5 % huvudsakligen slaviskt, men vissa romanska inslag som ärvts från judeo-franska och judeo-italienska märks också. Jiddisch fungerade som det centrala redskapet för en levande folkkultur med ett rikt utbud av sånger, folksagor, ordspråk och skämt. Nuförtiden talar de flesta ashkenazer språket i det land där de bor, men vissa religiösa samfund fortsätter att använda jiddisch.

### Utbildning och framgångar
Ashkenazisk kultur lägger stor vikt vid lärande, vilket tillsammans med intelligens kan förklara varför judar - som enbart utgör 0,2% av världens befolkning – har vunnit mer än 20% av alla Nobelpris genom tiderna. De judiska nobelpristagarna utgörs huvudsakligen av ashkenazer, eftersom dessa historiskt sett har levt i europeiska eller nordamerikanska länder med tillgång till bättre utbildning än andra judiska grupper som främst varit koncentrerade till Mellanöstern och Nordafrika.
Enligt boken From Chance to Choice: Genetics and Justice som publicerades av Cambridge University Press år 2000, är 21% av alla Ivy League-studenter, 25% av alla Turing Award-vinnare, 23% av alla förmögna amerikaner samt 38% av alla Oscar-prisade filmregissörer ashkenazer.

### Mat
Ashkenazisk mat innehåller mer nötkött och är vanligtvis mildare i jämförelse med andra judiska kök. Traditionella ashkenaziska rätter är till exempel gefilte fisch och latkes. Beigeln, som är ett populärt bröd i många länder (däribland Sverige), är från början ashkenazisk.

## Förintelse, massflykt och utvandring från Europa
Ashkenazerna är den judiska grupp som historiskt sett har drabbats hårdast av pogromer och förföljelser. Man är även den judiska grupp som drabbats hårdast av Förintelsen då den överväldigande majoriteten av Europas 8,8 miljoner judar i slutet av 1930-talet var ashkenazer. Två tredjedelar av dessa, närmare sex miljoner, mördades av nazisterna och deras sympatisörer. Idag är antalet ashkenazer i Europa uppskattat till en miljon. 
Efter Förintelsen blev USA och Israel de främsta befolkningmässiga klustren för ashkenazer.

### Ashkenazer i Polen
Polen hade fram till början av andra världskriget världens största ashkenaziska befolkning som uppgick till 3,3 miljoner. Av dessa överlevde endast 300 000 Förintelsen vilket ger ett dödstal på 91%, högre än i något annat land. Förföljelser och pogromer mot judar fortsatte runtom i landet även efter efter krigets slut åren 1945 och 1946, bland annat i Kielce och Kraków, vilket fick tusentals judar att återigen fly landet.  
I mars 1968 skedde ett nationalistiskt studentuppror i Polen. Regeringens lösning på problemet, förutom att fängsla upprorsledarna, var att skylla den politiska krisen på judar, som då, i skuggan av Sexdagarskriget i Mellanöstern, beskylldes för illojalitet genom att vara "sionister" och kallades av den kommunistiske ledaren Władysław Gomułka för "femtekolonnare". Majoriteten av judarna i Polen blev av med sina polska medborgarskap och tvingades emigrera.
1970 fanns det endast 5 000–10 000 judar kvar i Polen, en dramatisk minskning från 3,3 miljoner år 1939 och 210 000 år 1946..

## Genetiska studier
Genetiska forskningar visar att ashkenazer härstammar från judar av det antika Mellanöstern som sedan har blandat sig med europeiska grupper. På grund av traditionella bröllopsvanor och segregation från de omkringliggande kulturerna är ashkenazer genetiskt homogena.
Ashkenazernas Y-DNA (faderliga linjer) har huvudsakligen sitt ursprung i Mellanöstern. En mycket mindre andel är av europeiskt ursprung och en kommer från Norra Kaukasus. Ashkenazernas mitokondriella DNA (moderlinje) är dock huvudsakligen av europeiskt ursprung men andra är av öst-eurasien, Mellanöstern, och nordafrikanskt ursprung. Deras autosomala DNA har sitt ursprung i både Europa och Mellanöstern.
Ashkenazer är genetiskt belägna mellan Mellanöstern och södra Europa. De är genetiskt nära sefardiska, syriska, nordafrikanska och italienska judar. De delar också gemensamma rötter med iranska och irakiska mizrahi-judar men kan skiljas från dem på grund av blandning med européer. Andra genetiskt nära grupper inkluderar cyprioter, sicilianare och maltesiska folk.

## Efternamn
Efternamn började ges till ashkenazer i Österrike. Den 23 juli 1787 gav den tysk-romerske kejsaren Josef II order till judarna att skaffa permanenta efternamn. I Preussen började judarna anta efternamn i Schlesien-regionen 1790, i Breslau-regionen 1791 och i Liegnitz-regionen 1794. Det var dock inte förrän 1845 som alla judar i Preussen hade efternamn.
Idag har en stor del av de ashkenaziska judarna utanför Israel efternamn som förknippas med jiddisch eller det tyska språket. Typiska namn bland ashkenazer är exempelvis Epstein, Goldberg, Rosenblum och Groisman. Många bär även hebreiska efternamn, som även återfinns hos andra judiska grupper, såsom Cohen, Levy och Solomon. En del judar antog efternamn som beskrev deras yrken, exempelvis Schuster (skomakare), Wechsler (växlare) och Goldschmidt (guldsmed).
På 1900-talet blev det dock vanligt för judar i Europa att byta efternamn för att undvika antisemitism.